# Micrepeira
Micrepeira is een geslacht van spinnen uit de  familie van de wielwebspinnen (Araneidae).

## Soorten
- Micrepeira albomaculata Schenkel, 1953
- Micrepeira fowleri Levi, 1995
- Micrepeira hoeferi Levi, 1995
- Micrepeira pachitea Levi, 1995
- Micrepeira smithae Levi, 1995
- Micrepeira tubulofaciens (Hingston, 1932)
- Micrepeira velso Levi, 1995